# Ordynariat Personalny Matki Bożej Krzyża Południa
Ordynariat Personalny Matki Bożej Krzyża Południa – ordynariat dla byłych członków Kościoła Anglikańskiego Australii, którzy w drodze konwersji przeszli do Kościoła katolickiego zachowując jednocześnie swoje tradycje liturgiczne, duchowe i duszpasterskie.
Ordynariat został erygowany 15 czerwca 2012 roku przez Kongregację Nauki Wiary na mocy konstytucji apostolskiej Anglicanorum coetibus. Jego pierwszym ordynariuszem został były biskup anglikański Harry Entwistle, który 15 czerwca 2012 otrzymał święcenia prezbiteratu w Kościele katolickim.